# Jaterník
Jaterník (Hepatica) je rod rostlin z čeledi pryskyřníkovitých (Ranunculaceae).

## Popis
Jedná se o vytrvalé byliny s podzemním oddenkem. Lodyhy jsou bezlisté a vyrůstají z paždí bazálních blanitých šupin. Přízemní listy jsou přítomny a plně se vyvíjí až po odkvětu, jsou uspořádány v přízemní růžici. Listy jsou jednoduché, čepele jsou nápadně trojlaločné, celokrajné nebo různě zubaté. Květy jsou jednotlivé, převážně modré barvy, zřídka růžové nebo bílé. Pod květem je listenovitý útvar, který napodobuje trojsečný kalich. Okvětních lístků bývá nejčastěji 5–10 Jedná se ale ve skutečnosti po petalizované (napodobující korunu) kališní lístky, kdy korunní lístky chybí. Tyčinek je mnoho. Opylení probíhá pomocí hmyzu (entomogamie). Gyneceum je apokarpní, pestíků je mnoho. Plodem je nažka, která chlupatá a je zakončená zobánkem. Na bázi nažky je masíčko. Nažky jsou uspořádány do souplodí. Jsou rozšiřovány pomocí mravenců (myrmekochorie).

## Zástupci
- jaterník americký (Hepatica americana)
- jaterník největší (Hepatica maxima)
- jaterník podléška (Hepatica nobilis)
- jaterník sedmihradský (Hepatica transsilvanica)
- jaterník zahradní (Hepatica × media)[3]

## Taxonomie
Pojetí rodu Anemone se u jednotlivých autorů dosti lišilo. Existuje nejširší pojetí, kdy nejsou uznávány rody jaterník (Hepatica) a koniklec (Pulsatilla) a zástupci jsou pak řazeny do rodu Anemone. Toto pojetí zastává např. Flóra Severní Ameriky. Jiní rody Hepatica a Pulsatilla uznávají, např. Flóra Číny. Stejně jako většina recentních středoevropských autorů. Existuje ale ještě užší pojetí, které užíval třeba Dostál (1989) nebo Květena ČR, kde kromě toho z rodu Anemone vyjímá další menší rody Anemonoides a Anemonastrum. Kubát 2002 rody Anemonastrum a Anemonoides neuznává, ale rody Hepatica a Pulsatilla ano. V nejnovější době středoevropští autoři uznávají rody Hepatica a Pulsatilla, rod Anemonoides neuznávají a druhy řadí pod Anemone, zato se však vrací k samostatnému rodu Anemonastrum, česky větrnice. Ze středoevropských druhů pouze větrnice narcisokvětá (sasanka narcisokvětá) (Anemone narcissiflora).

## Rozšíření
Je známo asi 7 druhů, které se vyskytují v Evropě, východní Asii a na východě Severní Ameriky. Počet druhů však závisí na taxonomii, zda jsou jednotlivé druhy chápány jako variety nebo samostatné druhy.
- Hepatica acutiloba - Severní Amerika
- Hepatica americana - Severní Amerika
- Hapatica henryi - Čína
- Hepatica maxima - endemit ostrova Ullung-do v Japonském moři
- Hepatica nobilis (jaterník podléška) - Evropa var. nobilis, jiné variety východní Asie
- Hepatica transsilvanica (jaterník sedmihradský) - endemit Rumunska

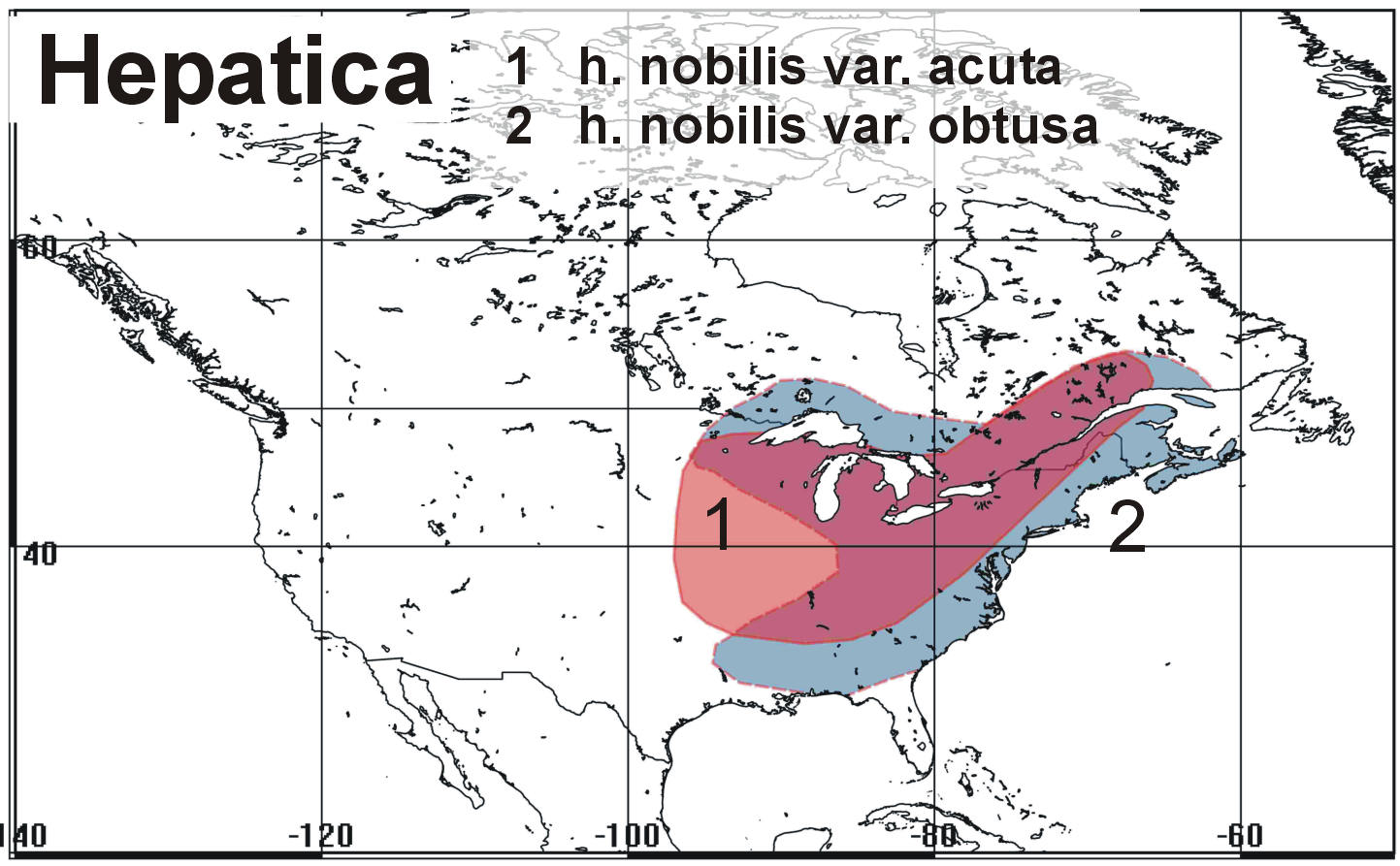
1) hep. acutiloba, 2) hep. americana
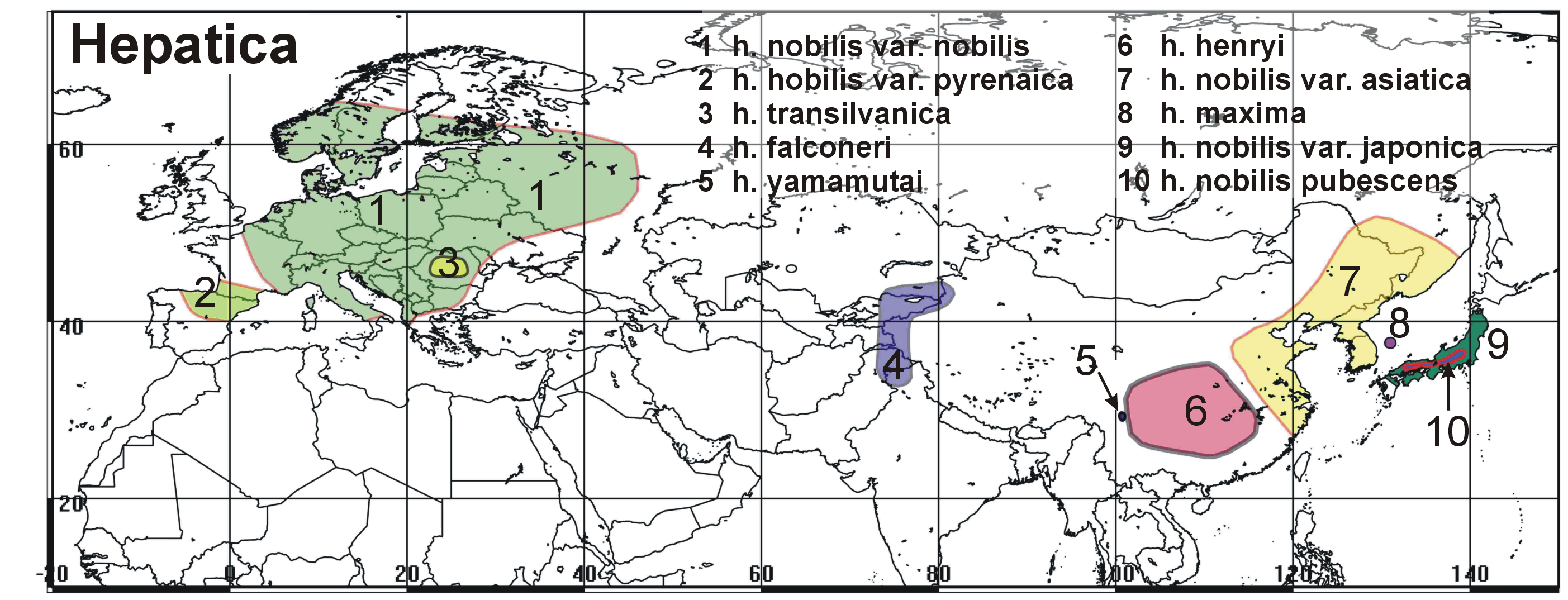
1) hep. nobilis, 3) hep. transsilvanica, 6) hep. henryi, 8) hep. maxima